# Droga nr 6666 (Izrael)
Droga lokalna nr 6666 (hebr. 6666 כביש) – jest lokalną drogą położoną na Wzgórzach Gilboa na północy Izraela. Łączy ona drogę nr 669 w Dolinie Charod z drogą nr 667 na Wzgórzach Gilboa.

## Przebieg
Droga nr 6666 przebiega przez Samorząd Regionu Ha-Gilboa w Poddystrykcie Jezreel Dystryktu Północnego Izraela. Biegnie południkowo z północy na południe, z Doliny Charod na Wzgórza Gilboa.
Swój początek bierze na skrzyżowaniu z drogą nr 669 pomiędzy kibucami Bet Alfa i Nir Dawid. Stąd kieruje się na południe, i wijąc się serpentynami wjeżdża z depresji -98 metrów p.p.m. na wysokość 330 metrów n.p.m. Kończy swój bieg na skrzyżowaniu z drogą nr 667, którą jadąc na południe dojeżdża się do kibucu Ma’ale Gilboa.